# Кириченко, Александр Поликарпович
Алекса́ндр Полика́рпович Кириченко  (1892, село Синявское, область Войска Донского — 9 ноября 1942, село Фанагорийское, Краснодарский край) — участник Первой мировой и Великой Отечественной войн. Герой Советского Союза.

## Биография
Родился в семье крестьянина в 1892 году.
Окончил два класса церковно-приходской школы в своем селе и пошёл учеником в слесарную мастерскую.
Участвовал в первой мировой войне. Член КПСС с 1920 года. Работал на пороховом заводе в Петрограде, начальником бондарного цеха Азовского рыбзавода, начальником Азовского райфинотдела.
В Советской Армии и на фронте с 1942 года. Сражался в составе 30-й стрелковой Иркутской дивизии (18 декабря 1942 года за массовый героизм, мужество и высокое воинское мастерство, проявленное в боях, преобразована в 55-ю гвардейскую). Был политруком, заместителем командира роты по политической части.
На момент совершения подвига — политрук роты 256-го стрелкового полка 30-й стрелковой дивизии 56-й армии Закавказского фронта. В связи с преобразованием дивизии в гвардейскую к званию представлен как гвардии политрук, заместитель командира по политической части 3-й стрелковой роты 168-го гвардейского стрелкового полка 55-й гвардейской стрелковой Иркутской, ордена Ленина, трижды Краснознаменной дивизии имени Верховного Совета РСФСР.
30-я Иркутская стрелковая дивизия сражалась на широком боевом участке, преграждая путь фашистам в Туапсе в районе с. Фанагорийское. 9 ноября 1942 года у высоты 249,6 разгорелись ожесточенные бои. Пользуясь превосходством сил, фашисты начали окружать роту Кириченко. Смертоносный огонь всё больше выводил из строя защитников высоты. У них иссякали боеприпасы. Пулемётный расчёт неприятеля просочился на правый фланг роты и повёл ураганный огонь, обеспечивая переброску своих солдат для захода в тыл обороняющимся. Настал критический момент боя. И тогда Кириченко бросился на вражеский пулемёт и заставил его замолчать ценой собственной жизни.
Указом Президиума Верховного Совета СССР «О присвоении звания Героя Советского Союза начальствующему составу Красной Армии» от 17 апреля 1943 года за  «образцовое выполнение боевых заданий командования на фронте борьбы с немецкими захватчиками и проявленные при этом отвагу и геройство» удостоен посмертно звания Героя Советского Союза.

## Память
- В городе Азове Ростовской области один из переулков носит имя Кириченко.
- В Туапсе именем Героя названа улица.
- В городе Горячий Ключ Краснодарского Края на высоте 249,6 создан Мемориальный комплекс, являющийся памятником истории[3].
- В городе Горячий Ключ Краснодарского Края именем Героя названа улица.

## Награды
- Звание Героя Советского Союза А. П. Кириченко было присвоено посмертно 17 апреля 1943 года.
- Награждён орденом Ленина.